# MBC충북 충주방송국
MBC충북 충주방송국(MBC忠北 忠州放送局)은 충북 북부, 강원 남부, 경북, 경기 남동부 일부지역을 가시청권역으로 하는 TV·라디오방송국으로
1970년 11월 12일 개국하였다. 본사는 충청북도 충주시 호암동에 위치해있다.

## 연혁

### 1970년대
- 1970년 10월 10일 - 중원방송 주식회사 설립 등기 (초대 사장 김치윤 취임)
- 1970년 11월 12일 - 무선국 허가 (호출부호 HLAO, 1330㎑, 10㎾)
- 1970년 11월 12일 - 개국 (호출부호 HLAO, 1330㎑, 10㎾)
- 1971년 9월 17일 - 상호를 충주문화방송 주식회사로 변경
- 1971년 9월 26일 - 회장 이정태 취임, 사장 이양호 취임
- 1972년 8월 19일 - 대홍수로 송신소 전 시설 유실 (방송중단)
- 1972년 8월 24일 - 임시 송신시설 설치 방송재개
- 1972년 12월 22일 - 신축송신소 준공
- 1974년 6월 25일 - 사옥이전 (충주시 성내동 142번지)
- 1975년 2월 14일 - 사장 유 호 취임
- 1977년 9월 1일 - 사무소 개소 (제천사무소 서울사무소)
- 1978년 3월 20일 - 사원 및 자녀학자금제도 실시
- 1978년 11월 23일 - 주파수 변경 (1332㎑)

### 1980년대
- 1980년 9월 3일 - 사장 양성연 취임 충주문화방송 목련상제도 제정
- 1980년 11월 24일 - 사울사무소 폐쇄
- 1980년 12월 31일 - 제천사무소 폐쇄
- 1981년 3월 31일 - 방송자문위원회구성(10명)
- 1983년 10월 31일 - 가엽산TV중계소 개소(UHF CH36, 5㎾)
- 1984년 3월 15일 - 가엽산TV중계소 출력증강(10㎾)
- 1984년 12월 15일 - 제천TVR 개소 (UHF CH26, 500W)
- 1985년 11월 12일 - 사옥신축이전 (충주시 호암동 680번지)
- 1986년 1월 31일 - 상모TVR 개소 (VHF CH6, 10W)
- 1986년 7월 24일 - 음악FM방송개국 (88.7㎒, 3㎾)
- 1986년 11월 12일 - 매포TVR 개소 (UHF CH26, 50W)
- 1986년 11월 12일 - 단양TVR 개소 (UHF CH50, 500W)
- 1987년 11월 17일 - TV연주소 개국
- 1988년 2월 1일 - 표준FM 개국 (96.1㎒)
- 1988년 6월 24일 - 괴산TVR 개소 (UHF CH51,50W)
- 1988년 6월 24일 - 신단양TVR 개소 (UHF CH52, 10W)
- 1989년 1월 9일 - 단양, 제천 표준FM 무인중계소 개소(500W)
- 1989년 11월 12일 - TV중계차 도입

### 1990년대
- 1991년 3월 21일 - AM송신소 이설(Direct coupling system 자체개발)
- 1993년 6월 30일 - 가엽산 송신소 신축 준공
- 1998년 3월 25일 -  탄금스포츠센터 준공

### 2000년대
- 2001년 11월 12일 - 방송센터 이전 및 인터넷 방송 개국
- 2005년 11월 12일 - 디지털TV 개국
- 2006년 11월 12일 - 단양DTVR 개국 및 시설 건립
- 2006년 11월 12일 - 제천DTVR 개국 및 시설 건립
- 2007년 12월 22일 - DACOM 통합망 개통
- 2008년 2월 20일 - 지상파DMB 개국(충청권 문화방송계열 3사 공동투자)
- 2009년 9월 3일 - 디지털전환 시범사업지역으로 단양군 선정

### 2010년대
- 2010년 10월 28일 - 단양군 영춘 DTV 무선국 개소(UHF CH22, 2W)
- 2010년 10월 28일 - 단양군 두산 DTV 무선국 개소(UHF CH22, 50W)
- 2010년 11월 3일 -  단양군 디지털TV 전환 완료, 단양군 아날로그TV 방송종료멘트 디지털방송전환선포식
- 2012년 9월 24일 - 지상파아날로그TV방송종료
- 2013년 10월 16일 - 수도권, 강원도, 충청권 디지털방송 재배치
- 2016년 10월 1일 - 청주문화방송과 통합 후 MBC충북으로 출범
- 2018년 6월 20일 - 음성군 MBC충북 충주방송국 UHD 방송개시.단 서울 본사의 방송이다.
- 2020년 5월 1일 : MBC충북 충주 AM방송국 중파 1332㎑ AM방송을 1년간 예정으로 일시 중단.
- 2021년 11월 19일 : MBC충북 충주 AM 라디오 송출 중단.

## TV방송
1983년 10월 31일 가엽산중계소가 세워지고, 1987년 11월 17일 TV연주소를 개국하면서 본격적으로 충주MBC의 TV방송이 시작되었다. 2005년 11월 12일 디지털TV를 개국하여 고품질의 TV방송을 서비스하고 있으며 2010년 11월에는 단양군의 지상파 아날로그 TV방송 종료 사업에 참여하여 단양군의 디지털 TV방송 전환을 이루어내었다. 충북 북부지역을 시청권역으로 하고 있으며, 지역내 난시청을 해소하기 위해 방송망을 꾸준히 늘려가고 있다.
일부 외주제작 자체방송은 제외한 지역방송 프로그램은 MBC충북 청주방송국과 같이 편성한다.

### 프로그램

#### 뉴스·보도
| 프로그램명          | 방송시간               | 편성시간                                   | 진행                                                      |
| ------------------- | ---------------------- | ------------------------------------------ | --------------------------------------------------------- |
| MBC 뉴스투데이 충북 | 월~금 30분             | 07:20 ~ 07:50                              | 구본상 (청주 수중계)                                      |
| 930 MBC 뉴스 충북   | 월~금 10분             | 09:35 ~ 09:45                              | 구본상 (청주 수중계)                                      |
| MBC 뉴스데스크 충북 | 월~금 20분 일요일 10분 | 20:25 ~ 20:45 *토요일에는 편성하지 않는다. | 평일 : 김희수 (청주 수중계) 일요일 : 구본상 (청주 수중계) |

### 방송 송출 시설망
- 호출부호 : HLAO-DTV
- 가상채널 : 11-1

| 송신소        | 물리채널 | 물리채널 | 출력  | 송신소 위치                           |
| 송신소        | UHD      | HD       | 출력  | 송신소 위치                           |
| ------------- | -------- | -------- | ----- | ------------------------------------- |
| 가엽산 송신소 | 준비중   | CH 40    | 2㎾   | 충북 음성군 음성읍 용산리 산11-4      |
| 금왕 중계소   | 준비중   | CH ??    | 20W   | 충북 음성군 금왕읍 금석리 산35        |
| 괴산 중계소   | 준비중   | CH 26    | 30W   | 충북 괴산군 괴산읍 대사리 산6         |
| 중앙탑 소출력 | 준비중   | CH 40    | 0.05W | 충북 충주시 중앙탑면 탑평리           |
| 수안보 중계소 | 준비중   | CH 21    | 20W   | 충북 충주시 수안보면 안보리 산25-1    |
| 용두산 중계소 | 준비중   | CH 14    | 90W   | 충북 제천시 신월동 산39-30            |
| 단양 중계소   | 준비중   | CH 25    | 90W   | 충북 단양군 적성면 상리 산86-2 금수산 |
| 수산 소출력   | 준비중   | CH 25    | 0.05W | 충북 제천시 수산면 내리 829           |
| 덕산 소출력   | 준비중   | CH 25    | 0.05W | 충북 제천시 덕산면 도전리             |
| 두산 중계소   | 준비중   | CH 39    | 50W   | 충북 단양군 가곡면 사평리 산93-1      |
| 어상천 소출력 | 준비중   | CH 39    | 0.05W | 충북 단양군 어상천면 임현리           |
| 영춘 중계소   | 준비중   | CH 22    | 2W    | 충북 단양군 영춘면 상리 산57-1        |

아날로그TV
- 호출부호 : HLAO-TV

| 송신소        | 채널  | 출력 | 송신소 위치                           | 비고                                                                                   |
| ------------- | ----- | ---- | ------------------------------------- | -------------------------------------------------------------------------------------- |
| 가엽산 송신소 | CH 36 | 10㎾ | 충북 음성군 음성읍 용산리 산11-4      |                                                                                        |
| 괴산 중계소   | CH 51 | 50W  | 충북 괴산군 괴산읍 대사리 산6         |                                                                                        |
| 상모 중계소   | CH 6  | 10W  | 충북 충주시 수안보면 안보리 산22-1    |                                                                                        |
| 용두산 중계소 | CH 26 | 500W | 충북 제천시 신월동 산39-30            |                                                                                        |
| 단양 중계소   | CH 50 | 500W | 충북 단양군 적성면 상리 산86-2 금수산 | 2010년 11월 3일 오후 2시 단양군 지상파 아날로그 TV 방송 종료 시범사업에 따라 조기 폐소 |
| 신단양 중계소 | CH 52 | 10W  | 충북 단양군 단양읍 고수리             | 2010년 11월 3일 오후 2시 단양군 지상파 아날로그 TV 방송 종료 시범사업에 따라 조기 폐소 |
| 매포 중계소   | CH 26 | 50W  | 충북 단양군 매포읍 평동리 36-1        | 2010년 11월 3일 오후 2시 단양군 지상파 아날로그 TV 방송 종료 시범사업에 따라 조기 폐소 |

## 라디오방송
1970년 10월 10일 중원방송주식회사로 회사를 설립한 이후 1970년 11월 12일 주파수 1332kHz, 출력 10kW로 라디오 방송을 개국하여 문화방송과 네트워크 제휴를 맺었다. 1986년 7월 24일에는 음악FM방송을 개국하였으며, 1988년 2월 1일에는 AM라디오방송 표준FM을 개국하여 오늘날까지 이르고 있다. MBC충북 충주방송국이 사용하는 가엽산송신소는 전파 도달범위가 넓어 충북 북부지역, 경기 일부지역, 강원 영서지역 일부까지 가청취 권역으로서 방송중이다. 다만 1332kHz 폐지 인용이 접수되면서 대구와 같은 2021년 11월 19일 정식 폐지되었다.

### 프로그램

#### MBC충북 충주 라디오
| 프로그램          | 요일  | 시간  | 진행자                                    |
| ----------------- | ----- | ----- | ----------------------------------------- |
| 구본상의 허심탄회 | 월~금 | 55분  | 구본상(청주)                              |
| 즐거운 오후       | 월~금 | 115분 | 송민수, 하미진 (MBC 충북 청주방송국 제작) |
| MBC 15시 뉴스     | 월~금 | 5분   | 김희수(청주)                              |

#### MBC충북 충주 FM4U
| 프로그램      | 요일  | 시간  | 진행자 |
| ------------- | ----- | ----- | ------ |
| 정오의 희망곡 | 월~금 | 120분 | 김희수 |

### 종영 프로그램
- 정오의 희망곡 박혜은입니다
- 정오의 희망곡 배한비입니다
- 정오의 희망곡 오명신입니다
- 김란아, 정영락의 즐거운 오후
- 정영락, 하미진의 즐거운 오후
- 김동혁, 하미진의 즐거운 오후
- 하마진, 송민수의 즐거운 오후
- MBC 칼럼
- 오늘도 좋은세상
- 즐거운 오후 3시
- 별이 빛나는 밤에(충주)
- 오!마이라디오
- 유쾌한 저녁!
- 음악스케치
- 라디오 주치의
- 김병재의 굿모닝FM
- MBC충북 특급작전
- MBC충북 가요응접실
- MBC충북 오후의 발견
- 임규호의 저녁N
- 일상을 바꾸는 라디오

### 방송 송출 시설망
| MBC충북 충주 라디오 | MBC충북 충주 라디오 | MBC충북 충주 라디오 | MBC충북 충주 라디오 | MBC충북 충주 라디오                   | MBC충북 충주 라디오 |
| 송신소              | 주파수              | 출력                | 호출부호            | 송신소 위치                           | 비고                |
| ------------------- | ------------------- | ------------------- | ------------------- | ------------------------------------- | ------------------- |
| 가엽산 송신소       | FM 96.1㎒           | 1㎾                 | HLAO-SFM            | 충북 음성군 음성읍 용산리 산11-4      |                     |
| 용두산 중계소       | FM 94.7㎒           | 500W                | HLAO-SFM            | 충북 제천시 신월동 산39-30            |                     |
| 단양 중계소         | FM 94.1㎒           | 500W                | HLAO-SFM            | 충북 단양군 적성면 상리 산86-2 금수산 |                     |
| MBC충북 충주 FM4U   |                     |                     |                     |                                       |                     |
| 송신소              | 주파수              | 출력                | 호출부호            | 송신소 위치                           | 비고                |
| 가엽산 송신소       | FM 88.7㎒           | 3㎾                 | HLAO-FM             | 충북 음성군 음성읍 용산리 산11-4      |                     |

## 지상파 DMB
대전문화방송과 함께 투자하여 충청권 지상파 DMB 사업자로 운영 중이다. 격주마다 돌아가면서 방송을 운영한다.

## 직원

### 보도2부 (충주)
- 임용순 기자
- 허지희 기자
- 이지현 기자

카메라 기자
- 임재석 부국장
- 김병수 부장
- 임태규 차장
- 강인경 CG